# Carmen Arriagada
María del Carmen Thomasa del Rosario Arriagada García (Chillán Viejo, partido de Chillán, Chile 1807 - Talca, antigua provincia de Talca, Chile 16 de junio de 1900), más conocida como Carmen Arriagada, fue una escritora de nacionalidad chilena.

## Biografía
Hija del hacendado, militar y político patriota Pedro Ramón de Arriagada y de María Antonia García. Nacida en Chillán Viejo (Chile). Fue enviada a Santiago de Chile para adquirir educación. En 1825 contrajo matrimonio con el militar alemán Eduardo Gutike.
Al fallecer su padre, se trasladó con su marido a Linares, donde heredó algunos terrenos que fueron de su progenitor. Posteriormente, en 1836, el matrimonio se trasladó a Talca, donde Arriagada vivió hasta el momento de su muerte.
En su casa de Talca, a partir de los 28 años comenzó a participar de tertulias políticas, situación que no era del todo aceptada entre las mujeres de la ciudad, pero sí admirada por los hombres, quienes gozaban de su carácter, cultura y decisión. Un férreo admirador de Carmen fue el expresidente de la República, Manuel Blanco Encalada, quien no dudaba en expresar: “¡Ah, qué mujer esta Carmen! Nunca en Chile he encontrado un alma mejor formada…”.

## Cartas de amor
Se le considera la primera escritora chilena, debido al largo epistolario amoroso que sostuvo con el pintor Mauricio Rugendas, hombre del que se enamoró tras conocerlo en 1835 en una reunión de tertulia, realizada en casa de Isidora Zegers en la ciudad de Talca. Rugendas se encontraba en el país realizando cuadros con paisajes y personajes chilenos.
Ambos iniciaron un romance por casi 16 años a través de cartas. Como Rugendas viajaba pintando la realidad de Latinoamérica, se escribieron numerosas cartas de amor, de las cuales sólo se conservaron las de Carmen y que actualmente son exhibidas en el Museo Histórico O'Higginiano y de Bellas Artes de Talca.
Además del elemento amoroso, estas cartas constituyen un valioso testimonio de la vida en Chile hacia mediados del siglo XIX, desde el punto de vista de una mujer educada. Las opiniones de Carmen Arriagada se muestran críticas del machismo imperante, de la política de su época (tenía una opinión negativa de Diego Portales) y de mala situación de las mujeres en la sociedad, para las cuales reclamaba una mayor educación.  